# クチグロマス
クチグロマス（口黒鱒）とは：
- サクラマスの未成魚。『松前志』北倭志巻之５魚介部「マス」項に記載あり[1]。
- 田沢湖に、玉川のpH1.1の強酸水が流れ込むまで生息していた魚。現在は絶滅している。固有種と考えられるが、ヒメマス、クニマスなどの種との雑種と考えられることもある。詳しい資料が乏しく、あまりよくわかっていない[要出典]。